# Matěj Dobromír Štembera
Matěj Dobromír Štembera (31. prosince 1806 Kmetiněves – 14. ledna 1879 Rakovník) byl český lékař, vlastenecký spisovatel a regionální historik.

## Život
Po piaristických gymnáziích v Praze a ve Slaném pokračoval ve studiu lékařství na pražské univerzitě. Poté měl krátkou praxi v Karlových Varech, ale už od konce roku 1834 až do své smrti působil v Rakovníku jako městský a soudní lékař, během té doby získal i titul doktora medicíny. Zde se jako český vlastenec také zapojil do veřejného života, podílel se na vzniku městské knihovny, čtenářského spolku a spolku divadelních ochotníků, psal básně, dramata i práce zaměřené na regionální historii. Přispíval kromě Časopisu lékařů českých do Květů a samostatně publikoval např. Místopis královského krajského města Rakovníka (1839) nebo Žebrák, velký rakovnický zvon a kostelíček sv. Jiljí u Rakovníka (1861).